# 未来先生
未来先生(みらいせんせい)は、テレビ朝日で2004年2月23日～2月26日に放送された4日間限定ドラマ。
「新商品ナビゲートドラマ」と称し、モノ選びに無頓着な独身OLの目の前に現れた謎のオッサンが正しいモノ選びの方法を指南していくという展開となっている。各回に商品スポンサーが協賛している。

## サブタイトル
- 2004年2月23日「正しいテレビの選択」（byシャープ）
- 2004年2月24日「正しい化粧品の選択」（by資生堂）
- 2004年2月25日「正しいお茶の選択」（byサントリー）
- 2004年2月26日「正しい車の選択」（byマツダ）

## 出演
- 森下このみ：加藤夏希
- おっさん：天野ひろゆき（キャイ〜ン）
- 健二：上地雄輔
- 剣持直明
- 羽野敦子
- 菅原舞
- 池田晃

## スタッフ
- 企画：吉田豪
- 脚本：楠野一郎
- 演出：小松隆志
- プロデューサー：浅井千瑞、井上千尋
- 制作：テレビ朝日、メディアミックス・ジャパン